# La Nava de Ricomalillo
La Nava de Ricomalillo é um município da Espanha na província de Toledo, comunidade autónoma de Castilla-La Mancha, de área 40 km² com população de 702 habitantes (2006) e densidade populacional de 16,84 hab/km².

## Demografia
| Variação demográfica do município entre 1991 e 2004 | Variação demográfica do município entre 1991 e 2004 | Variação demográfica do município entre 1991 e 2004 | Variação demográfica do município entre 1991 e 2004 |
| --------------------------------------------------- | --------------------------------------------------- | --------------------------------------------------- | --------------------------------------------------- |
| 1991                                                | 1996                                                | 2001                                                | 2004                                                |
| 790                                                 | 775                                                 | 681                                                 | 664                                                 |